# Južnyj Altaj
Gli Južnyj Altaj (in russo Южный Алтай?; in kazako Оңтүстік Алтай жотасы?) o Altaj meridionali sono una catena montuosa dei monti Altaj la cui parte occidentale si trova in Kazakistan e quella orientale separa la Repubblica dell'Altaj (Russia) dallo Xinjiang (Cina).

## Geografia
La lunghezza totale della catena è di circa 125 km. L'altitudine massima è quella del monte Džagyrtau (Джагыртау, 3871 m) che si trova nello Xinjiang al confine con il Kazakistan. Uno dei grandi ghiacciai degli Južnyj Altaj è l'Adachinskij (ледник Адахинский), lungo 5 km e con un'area di 19,5 km².
La catena inizia a ovest del fiume Karakoba (Каракоба) che la separa da alcune catene minori: i monti Tarbagataj, i Sarymsakty e i Kurčumskij e si estende in direzione est terminando nel massiccio del Tabyn-Bogd-Ola, da dove si diparte la catena dei Sajljugem (verso est) e l'Altaj della Mongolia (verso sud). I monti delimitano a sud l'altopiano di Ukok.
Provengono dagli Južnyj Altaj i fiumi Ak-Kaba, che segna parte del confine tra Kazakistan e Xinjiang, e Buchtarma (ambedue affluenti dell'Irtyš), e, sul versante settentrionale, l'Ak-Alacha che dà origine all'Argut.